# Nicolas Roze
Nicolas Roze, känd som Abbé Roze, född den 17 januari 1745 i Bourgneuf-Val-d'Or, död den 30 september 1819 i Saint-Mandé, var en fransk musikpedagog och komponist.
Roze erhöll från sitt sjunde levnadsår sin utbildning som korgosse vid kollegiatstiftskyrkan Notre-Dame de Beaune. Kompositionsundervisning mottog han av en viss Jean-Marie Rousseau i Dijon. Åren 1767–1769 var han kapellmästare vid Notre-Dame de Beaune. År 1769 begav han sig till Paris. Vid denna tid erhöll han från Antoine Dauvergne, ledaren av Parisoperan, i uppdrag att komponera en motett för concert spirituel. Åren 1770–1775 var Roze kapellmästare vid katedralen i Angers och återvände därefter till Paris, där han blev kapellmästare vid Les Saints-Innocents. Där var hans lärjunge Jean-François Lesueur sous-maître de musique. Då en anställning vid kungliga kapellet förvägrades honom, var han 1779 verksam som privat generalbas- och harmonilärare. Vid denna tid offentliggjorde han ett verk om harmoniläran, som utgavs av Jean-Benjamin de La Borde. År 1807 blev han bibliotekarie vid Pariskonservatoriet. År 1814 var Roze tillsammans med François-Joseph Gossec och Étienne Ozi författare till Méthode de serpent pour le service du culte et le service militaire. Roze komponerade kyrkomusikaliska verk och författade musikvetenskapligs skrifter, bland annat om gregorianik.